# 藥劑工藝：煉金模擬器
《藥劑工藝》（又名《藥劑工藝：煉金模擬器》）是由俄罗斯独立开发商niceplay games制作，TinyBuild于2022年发行的一款电子游戏。《藥劑工藝》是一款被描述为“以中世纪奇幻世界为背景的氛围管理模拟器”的经营模拟游戏，玩家需经营一家店铺，使用炼金原料生产和销售药剂。《藥劑工藝》在发布时因其新颖而直观的制作机制而受到好评，并在2023年的独立游戏节上获得多项奖项提名。

## 游戏玩法
在《藥劑工藝》中，玩家经营一家药剂销售业务，游戏的用户界面代表药剂商家的房间。在游戏的商战模拟方面，玩家需要制作满足顾客需求的药剂；例如，玩家可能需要为头痛的顾客制作治疗药剂。玩家可以通过小游戏讨价还价药剂的售价，所得资金可用于从卖家购买原料并记录更多药剂的配方。游戏还具有声誉系统，如果玩家向顾客提供错误类型的药剂或让顾客离开，声誉将受到影响。游戏采用每日循环的玩法，每天有许多顾客来到店铺，玩家需要满足顾客的需求或将其拒之门外，并进入下一天的游戏进程。
玩家通过在研钵中研磨原料并在大锅中混合来制作药剂。这些操作在地图上划定一条路线，当药剂与地图上特定位置对齐时，药水会获得某些属性。选择原料以及它们的研磨和混合程度会影响路线的方向。地图被迷雾笼罩，需要玩家使用不同的原料来探索和识别新的效果。药剂与药效的位置更紧密对齐会产生更强大的药剂，这可能会被顾客要求或使玩家获得更高的销售额。玩家还可以每天从花园中获得一定数量的原料作为额外资源。游戏的进程跨越十个章节，每个章节都标有里程碑，玩家必须执行更复杂的操作，例如为顾客制作和销售更难的药剂。

## 开发与发行
《藥劑工藝》是由Mikhail Chuprakov创立的俄罗斯独立开发商niceplay games开发。Chuprakov表示，游戏的灵感来自于开发商先前发布的一系列炼金术题材游戏的机制，以及2018年電子角色扮演遊戲《天国：拯救》中的酿药小游戏。《藥劑工藝》于2021年9月21日发布抢先体验版。开发商宣布《藥劑工藝》在Steam平台上成功发行，据报道该游戏在三天内售出超过10万份，并在全球热销榜上名列前茅。游戏最初于2022年12月发布Microsoft Windows和Xbox版，后来宣布将于2023年春季在任天堂Switch、PlayStation 4和PlayStation 5上发行。

## 评价
《藥劑工藝》在评论界获得好评，其直观而深入的炼金术制作机制受到好评。在《PC Gamer》上撰文的Fraser Brown将游戏描述为“聪明而抽象的炼金术模拟游戏”，以及“捕捉到发明和创造的魔力，这是更‘现实’的制作系统往往无法做到的。”Destructoid的Jordan Devore将其机制描述为“易于掌握”，同时指出游戏具有“深度”，“以可持续的方式经营店铺”相当于“令人满意的游戏循环”。Rock Paper Shotgun的Rachel Watts 将其机制描述为“有史以来最好的制作系统”，并称赞游戏玩法“触感丰富但从不困难，并需要精湛的技巧来掌握……真正体现了酿造药剂的艺术。”CBR的Jahnathan Haven将游戏的制作系统描述为“令人兴奋且生动”，并写道该游戏“为玩家提供与每种原料之间建立有意义的关系，并确保玩家理解每个制作步骤的目的。”
评论家还强调游戏令人回味的呈现方式和轻松的氛围。Hardcore Gamer的Fran Soto称赞游戏具有“迷人的中世纪艺术风格”及“营造一种温馨的氛围……木刻视觉效果模仿了那个时期，同时创造了一种奇幻美感”。PC Gamer的Fraser Brown赞扬游戏动画的细节处理，并写道“简单而富有趣味的动画保持了手稿的美感，同时增添更多的奇思妙想，通常是为了与小店的互动更加令人满意。 ”Eurogamer的Robert Purchese将游戏形容为“玩起来很宁静”和“精美呈现”，他写道“每件事物都有一种柔软的羊皮纸质感和一种贯穿其中的幽默感。”Rock Paper Shotgun的Rachel Watts称赞游戏的声音设计，将其描述为“触感强烈”，她写道“游戏中的每个细节都以一种可爱的方式呈现在听觉中：加热药剂时的沸腾声、将根部碾成粉末时的嘎吱声，以及研钵和研杵轻柔的碰撞声。”

### 荣誉
《藥劑工藝》在2023年独立游戏节上获得多项“荣誉提名”，包括“卓越设计奖”和“卓越视觉艺术奖”。该游戏还在2021年Steam大奖的“轻松惬意”类别和2022年的DICE年度策略/模拟游戏奖中获得提名。